# تپه فتح عالی (۱)
تپه فتح عالی (۱) مربوط به دوره اشکانیان - دوره ساسانیان است و در شهرستان دورود، بخش سیلاخور، دهستان چالانچولان، ۸۰۰ متری شمال روستای ده حاجی واقع شده و این اثر در تاریخ ۲۸ شهریور ۱۳۸۶ با شمارهٔ ثبت ۱۹۵۳۰ به‌عنوان یکی از آثار ملی ایران به ثبت رسیده است.